# Fiat Uno
«Fiat Uno» (Фіат Уно) — модель класу суперміні Італійського автомобільного виробника Fiat SpA. Виробництво розпочалося у 1983 році, а закінчилося у 1995 в Італії. В декількох країнах його виробляють і у наш час.
Всього виготовлено понад 11 000 000 автомобілів Fiat Uno першого покоління, що робить його наймасовішою моделлю компанії Fiat.

## Перше покоління (тип 146)

### Uno Mk1 (1983-1989)

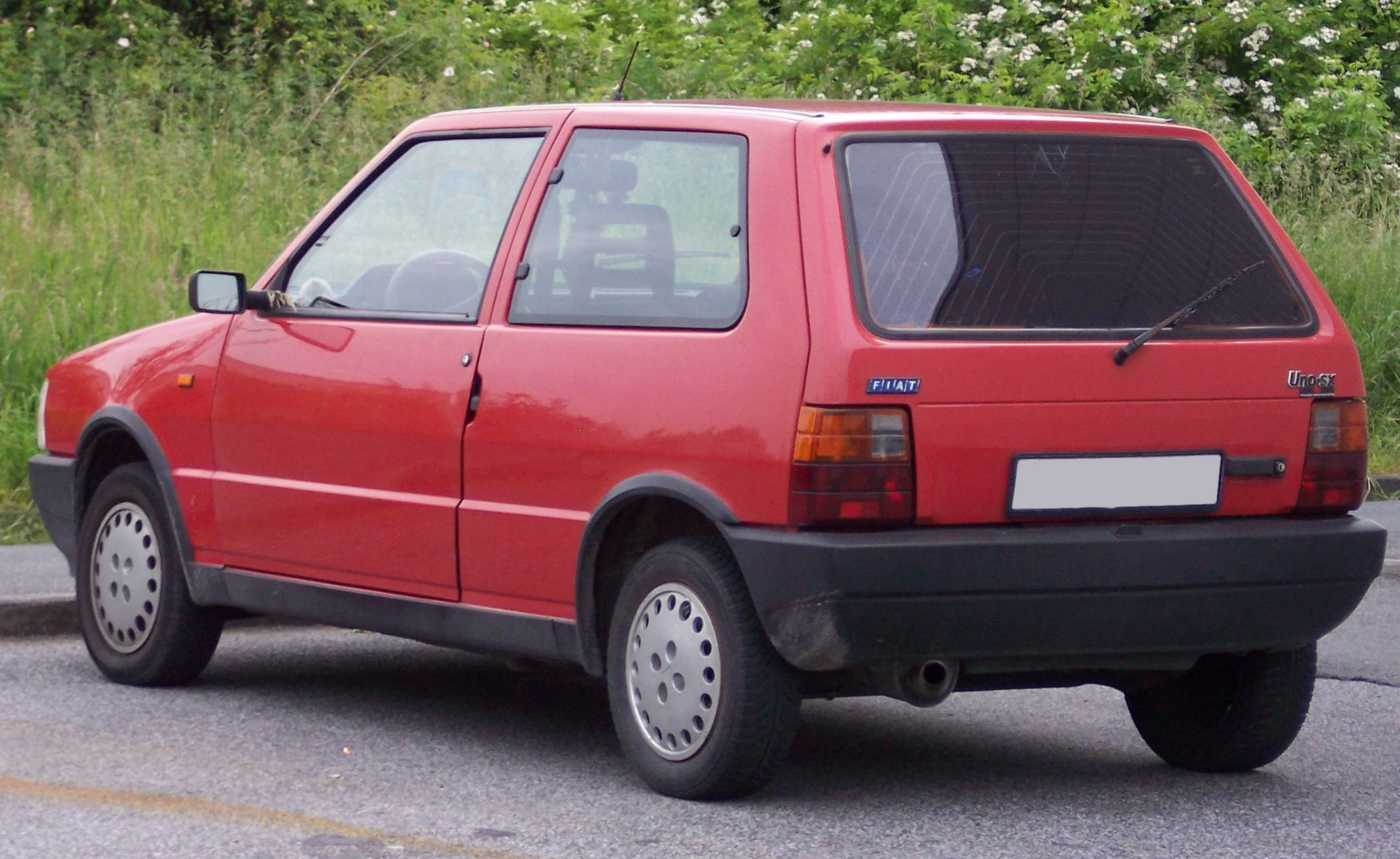
Fiat Uno Mk1 (1983-1989)

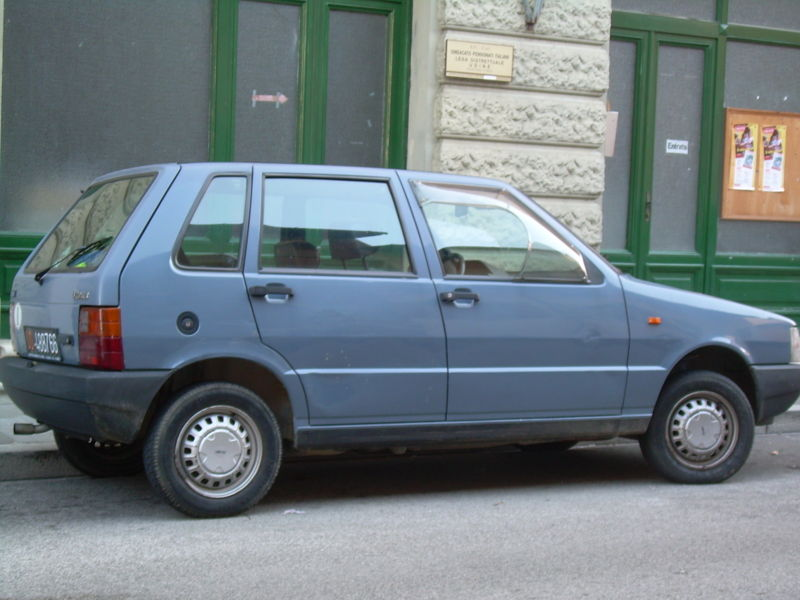
Fiat Uno Mk1 (1983-1989)

Fiat Uno (Type 146) був запущений у виробництво у січні 1983 року, щоб замінити старіючий Fiat 127. Giorgetto Giugiaro з ItalDesign розробив дизайн моделі з дуже низьким коефіцієнтом лобового опору Cx=0.34 та досить великим розміром салону для свого класу. Автомобіль славився внутрішнім простором та економією палива, а також відмінною їздою та поводженням і вважався найінноваційнішим маленький автомобіль у Європі під час його запуску.
Дизайн та характеристики були настільки вдалими, що у грудні 1983 року Uno отримав престижну нагороду Європейський Автомобіль 1984 року.
Uno мав незалежну передню підвіску типу McPherson, а ззаду напівзалежну балку з телескопічними амортизаторами та спіральними пружинами.

#### Двигуни
Бензинові
- 0.9 45 к.с. (1983-1989)
- 1.0 i 45 к.с. (1985-1989)
- 1.1 55 к.с. (1983-1989)
- 1.3 65 к.с. (1985-1989)
- 1.3 Turbo i.e. 100 к.с. (1987-1987)
- 1.5 i 75 к.с. (1985-1989)
- 1.0 44 к.с. (1986-1989)
- 1.1 50 к.с. (1986-1989)
- 1.1 58 к.с. (1985-1989)
- 1.3 68 к.с. (1983-1985)
- 1.3 Turbo i.e. 105 к.с. (1985-1989)

Дизельні
- 1.3 Super Diesel 45 к.с. (1983-1989)
- 1.7 D 60 к.с. (1986-1989)
- 1.4 TD 70 к.с. (1986-1989)

### Uno Mk2 (1989-1993)

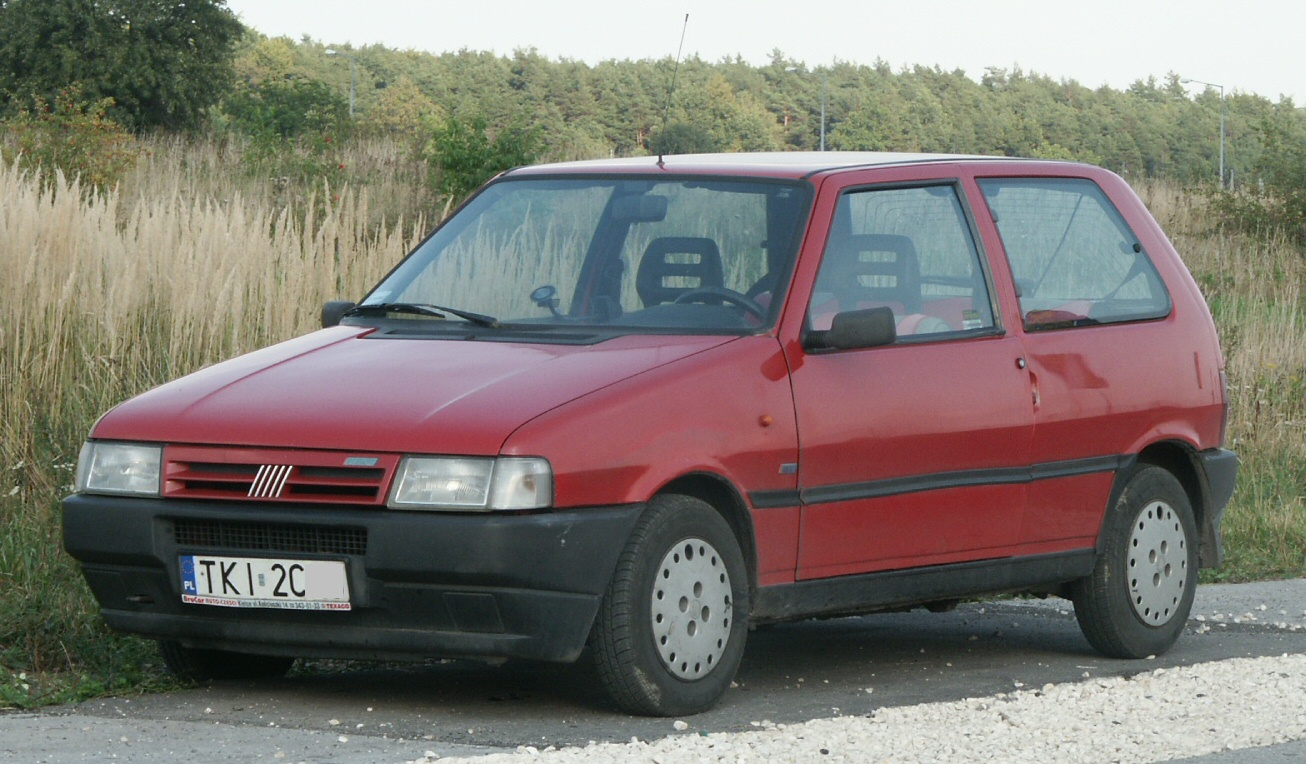
Fiat Uno Mk2 (1989-1993)

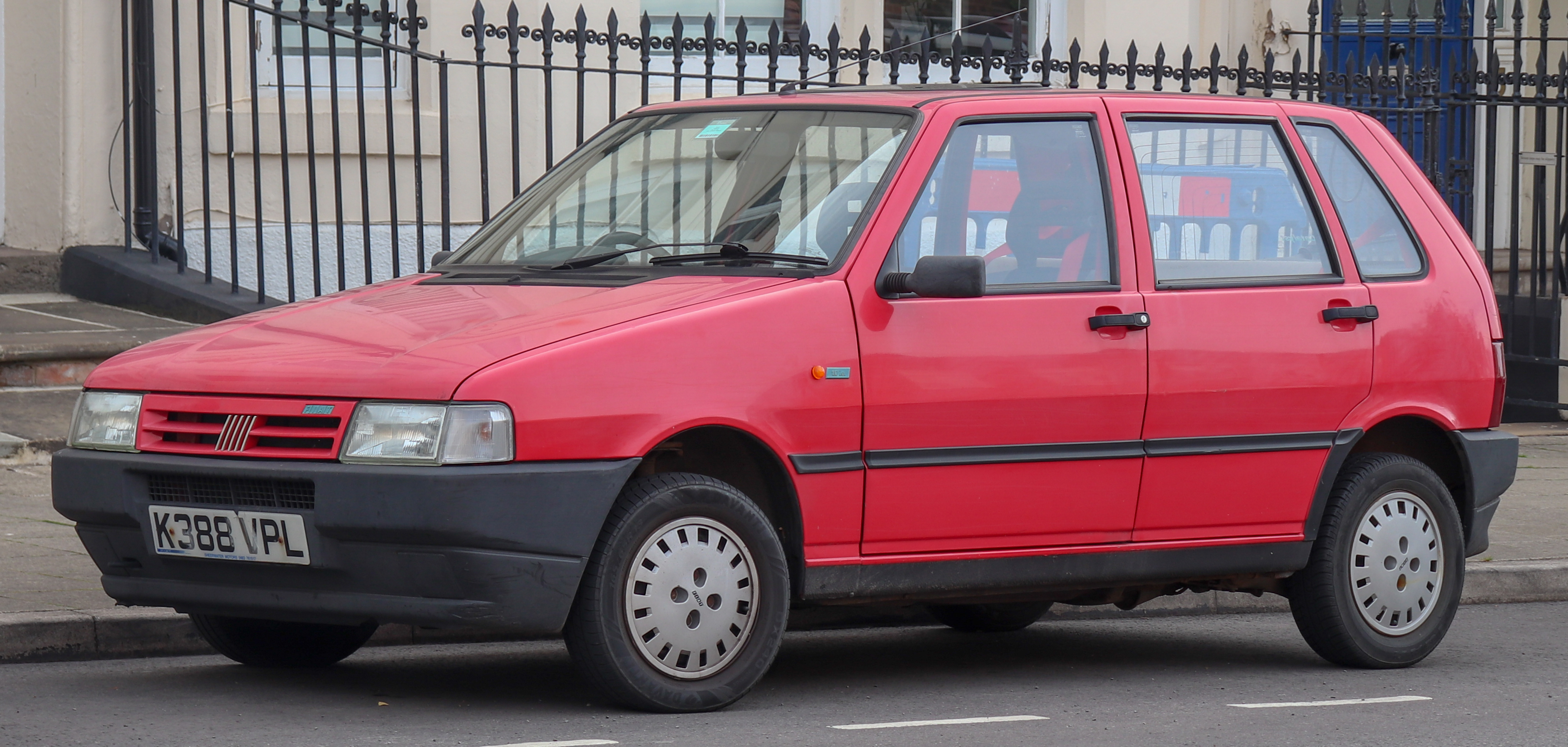
Fiat Uno Mk2 (1989-1993)

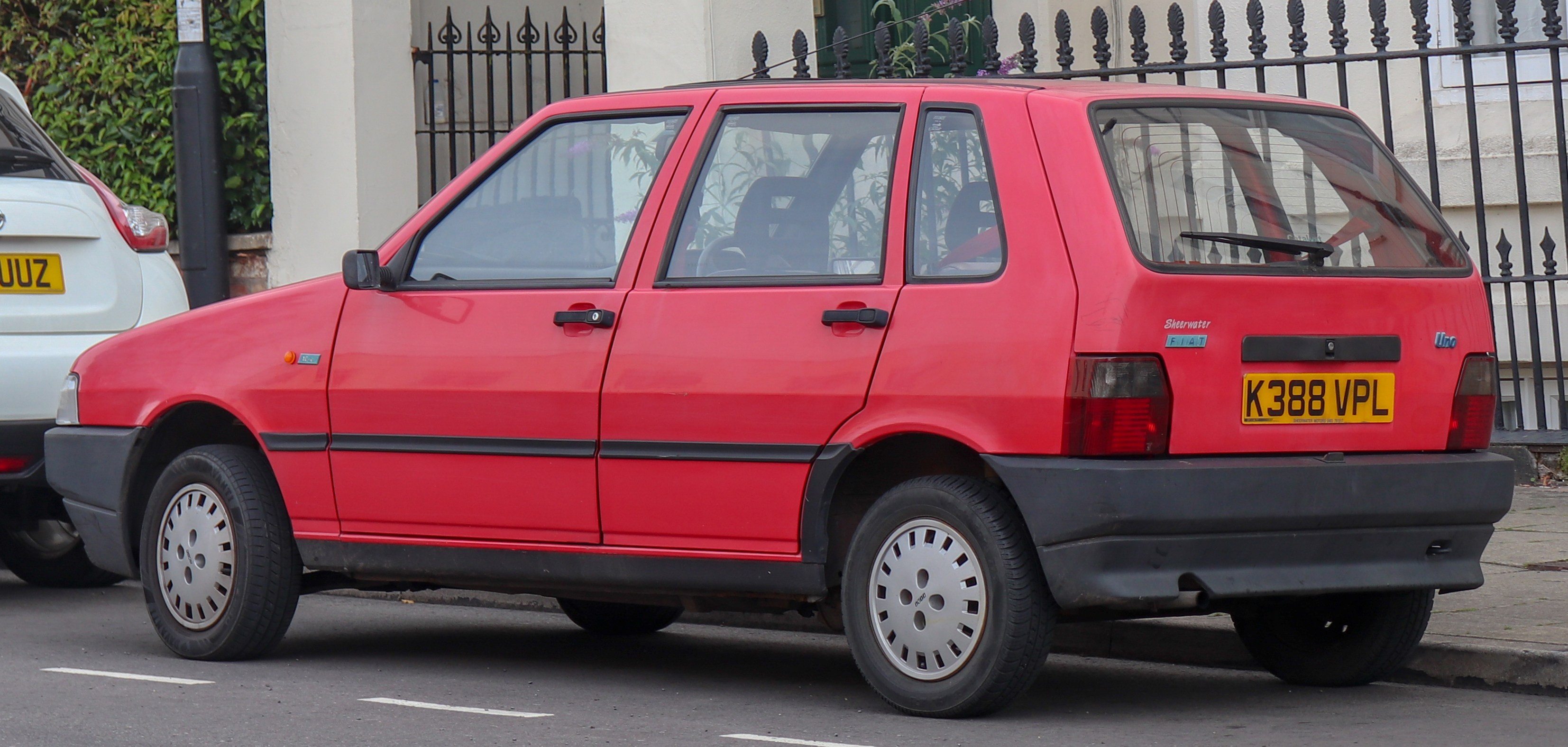

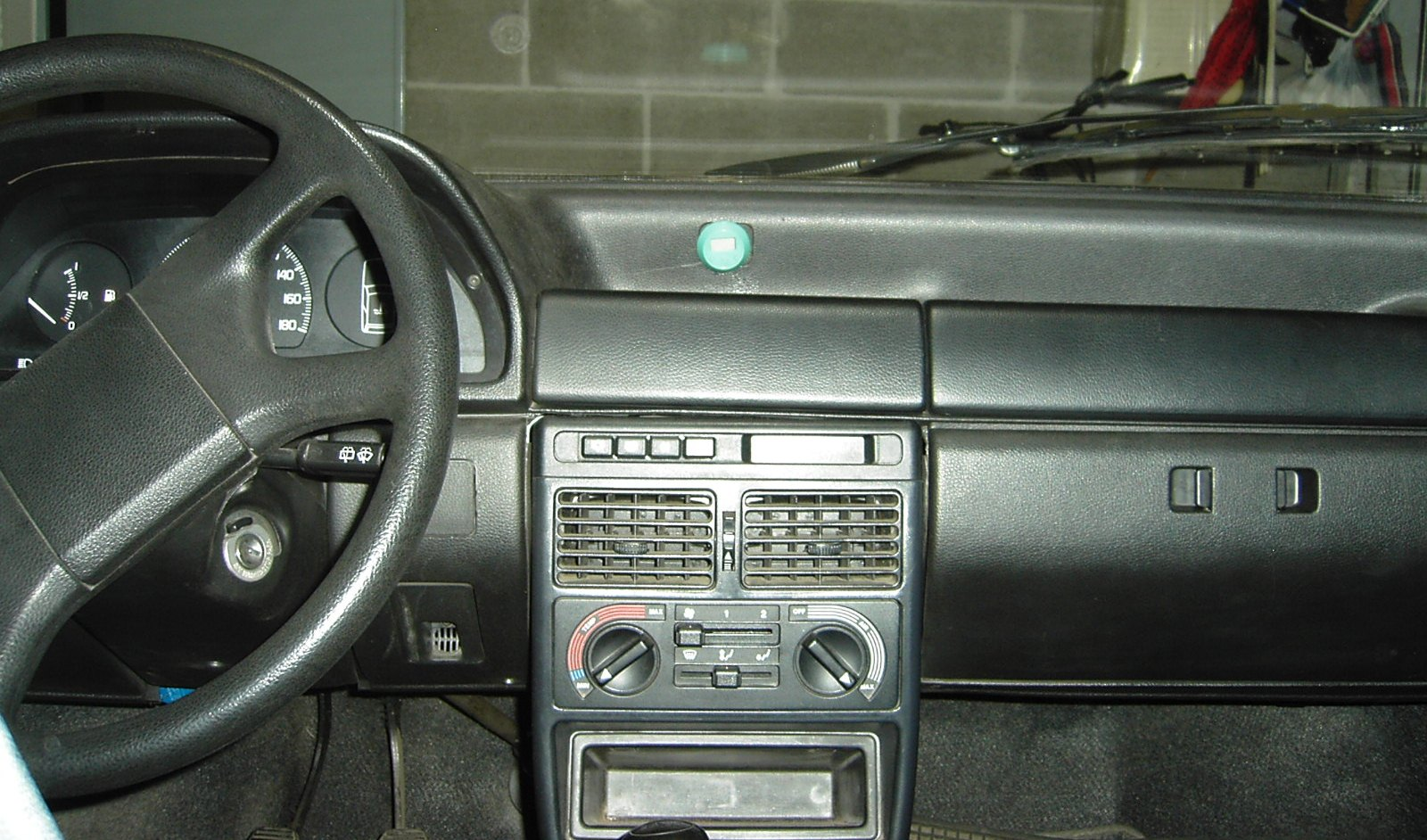

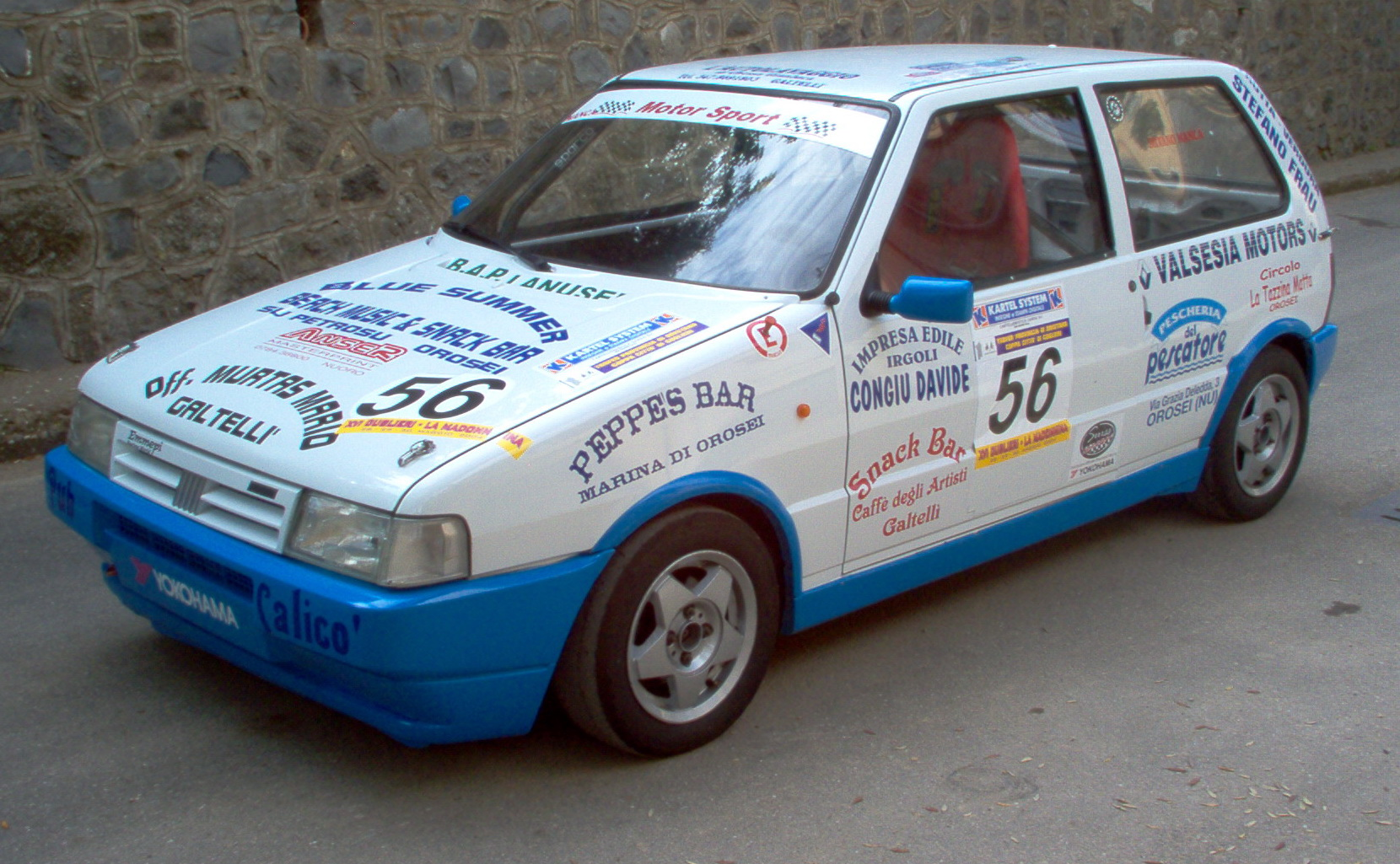
Fiat Uno Turbo

У вересні 1989 року Uno був модернізований, оновився кузов, покращився коефіцієнт лобового опору Cx=0.30. Інтер'єр був також переглянутий. Цього разу старий 1,1-літровий двигун був замінений новим, від нового Fiat Tipo Uno отримав 1,4 літровий (1372 см3) двигун. Uno Turbo тобто варіант був також модернізований, встановлена турбіна Garret T2, встановлене вприскування палива Bosch LH Jetronic і покращена аеродинаміка.
Даний автомобіль доступний з 3 або 5-дверним варіантом кузова, розробленим ItalDesign. Екстер'єр кузова зберіг кутасту форму, коефіцієнт опору якого дорівнює 0,34. Нові моделі стали більш обтічними зі зміненим пластиковим облицюванням радіатора, з'єднаним з бампером. Колісна база автомобіля складає 2361мм, а кліренс - 150мм, при загальних габаритах Уно 3692/1548/1445 мм. 
Uno припинив виробництво в Італії в 1993 році в той же час зупинилися його продажі у Західній Європі. Всього на італійських фабриках Фіат було виготовлено 6 032 911 одиниць Uno. Замінила Uno в Західній Європі нова модель Fiat Punto, виробництво якої було розпочато на початку 1994 року.

#### Двигуни
Бензинові:
| Модель          | Об'єм    | Тип двигуна   | Потужність                | Крутний момент          | Макс. швидкість | 0-100 км/год |
| --------------- | -------- | ------------- | ------------------------- | ----------------------- | --------------- | ------------ |
| 0.9 (з 1999р.)  | 899 cm³  | R4/8 OHV      | 39 к.с. / 5500 obr./min.  | 65 Нм / 3000 obr./min.  | 137 km/h        | 22,3 с       |
| 0.9 (до 1994р.) | 903 cm³  | R4/8 OHV      | 45 к.с. / 5600 obr./min.  | 67 Нм / 3000 obr./min.  | 145 km/h        | 17,0 с       |
| Clip            | 994 cm³  | R4/8 OHC      | 48 к.с. / 6000 obr./min.  | 72 Нм / 2600 obr./min.  | 145 km/h        | 17,7 с       |
| 1.0             | 999 cm³  | R4/8 OHC      | 44 к.с. / 5000 obr./min.  | 76 Нм / 2750 obr./min.  | 145 km/h        | 16,4 с       |
| 1.0 FIRE        | 999 cm³  | R4/8 OHC/FIRE | 45 к.с. / 5000 obr./min.  | 74 Нм / 3250 obr./min.  | 145 km/h        | 16,4 с       |
| 1.1 FIRE        | 1108 cm³ | R4/8 OHC/FIRE | 50 к.с. / 5250 obr./min.  | 84 Нм / 3000 obr./min.  | 150 km/h        | 16,1 с       |
| 1.4 i.e.        | 1372 cm³ | R4/8 OHC      | 70 к.с. / 6000 obr./min.  | 106 Нм / 3000 obr./min. | 165 km/h        | 12,4 с       |
| 1.5 i.e.        | 1498 cm³ | R4/8 OHC      | 75 к.с. / 5600 obr./min.  | 113 Нм / 3000 obr./min. | 171 km/h        | 11,2 с       |
| 1.3 Turbo i.e.  | 1301 cm³ | R4/8 OHC      | 100 к.с. / 6000 obr./min. | 142 Нм / 3500 obr./min. | 196 km/h        | 8,5 с        |
| 1.4 Turbo i.e.  | 1372 cm³ | R4/8 OHC      | 112 к.с. / 6000 obr./min. | 161 Нм / 3500 obr./min. | 200 km/h        | 8,4 с        |

Дизельні:
| Модель | Об'єм    | Тип двигуна | Потужність               | Крутний момент          | Макс. швидкість | 0-100 км/год |
| ------ | -------- | ----------- | ------------------------ | ----------------------- | --------------- | ------------ |
| 1.3 D  | 1301 cm³ | R4/8        | 45 к.с. / 5000 obr./min. | 75 Нм / 3000 obr./min.  | 140 km/h        | 20,6 с       |
| 1.4 TD | 1367 cm³ | R4/8        | 70 к.с. / 4800 obr./min. | 117 Нм / 3000 obr./min. | 165 km/h        | 12,4 с       |
| 1.7 DS | 1697 cm³ | R4/8        | 58 к.с. / 4600 obr./min. | 98 Нм / 2900 obr./min.  | 155 km/h        | 15,9 с       |
| 1.9 D  | 1929 cm³ | R4/8        | 60 к.с. / 4400 obr./min. | 108 Нм / 2500 obr./min. | 157 km/h        | 14,0-15,9 с  |

### Продовження світового виробництва (1993-2013)

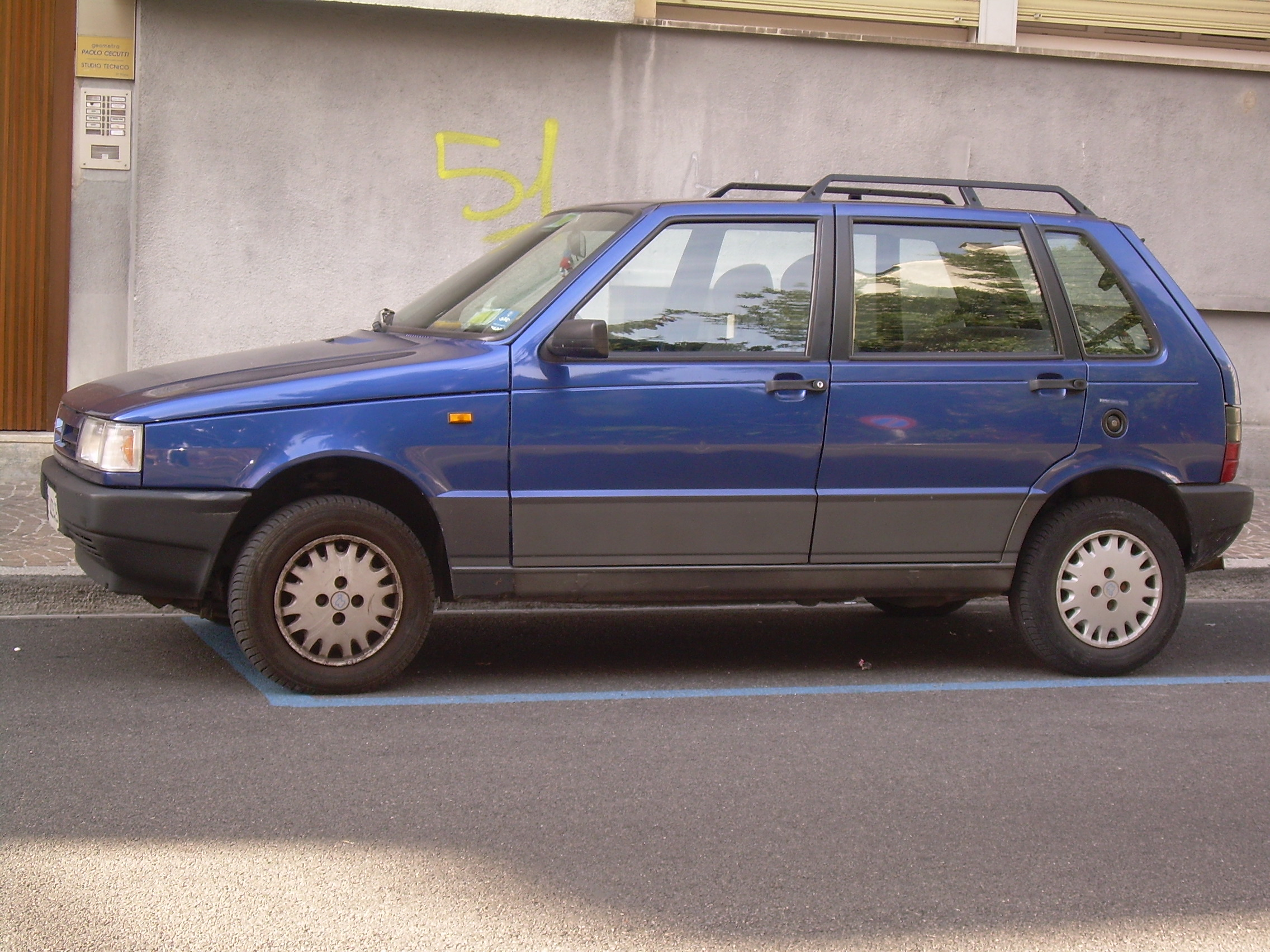
Innocenti Mille

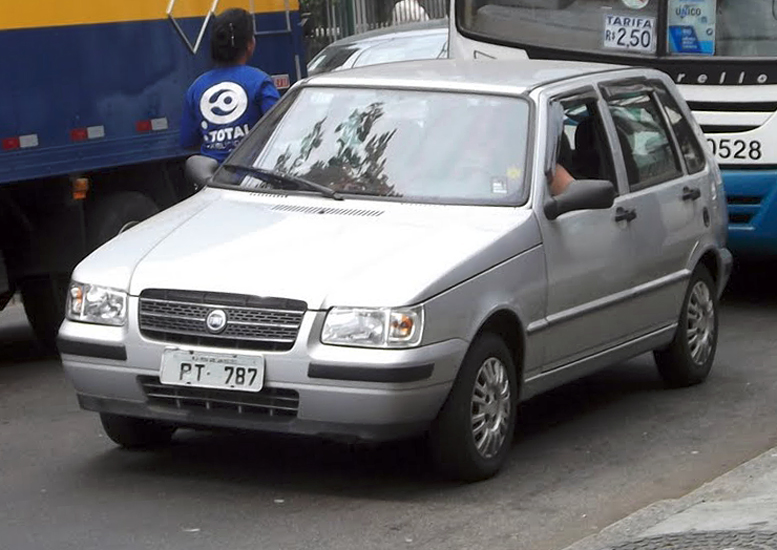
Fiat Uno Fire

З 1993 року виробництво Fiat Uno продовжувалося в країнах Латинської Америки, Туреччині, Польщі та інших країнах аж до 2003 року. На деяких ринках модель називали Innocenti Mille.
В Латинській Америці автомобіль дещо модернізували в 2004 році і продавали до 2013 року під назвою Fiat Uno Fire.

## Друге покоління (тип 327)

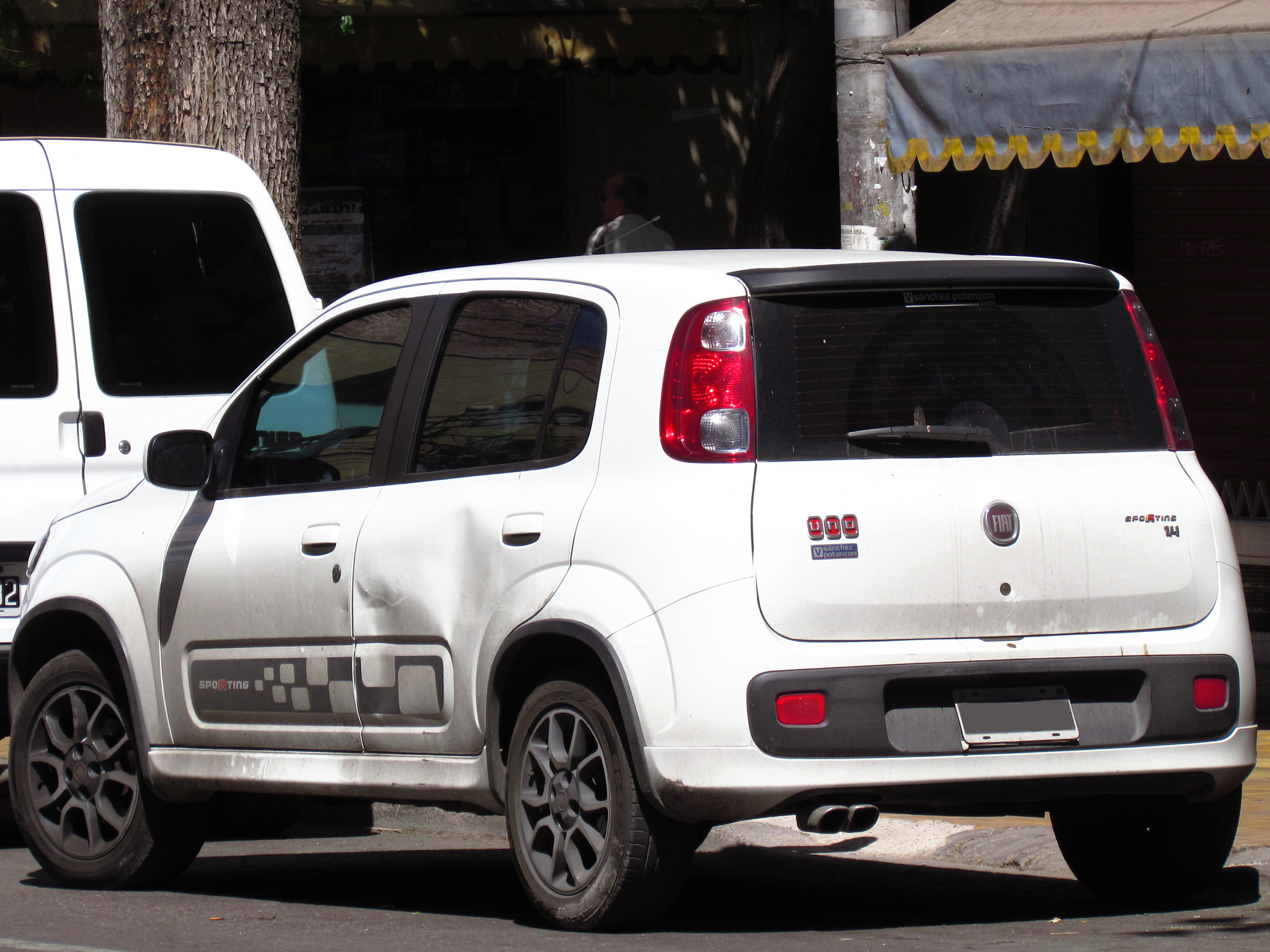
Fiat Uno (2010-2015)

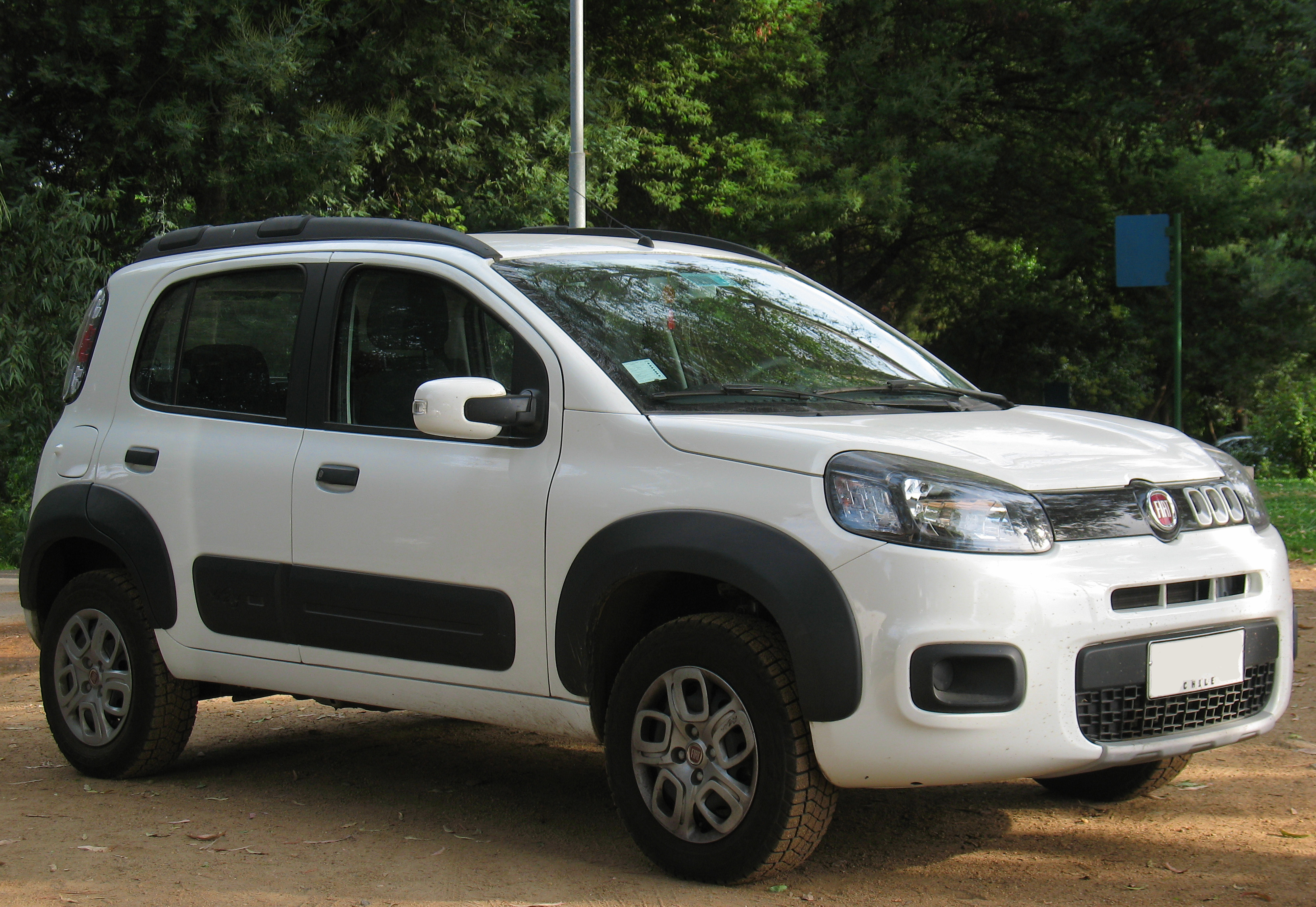
Fiat Uno (з 2014)

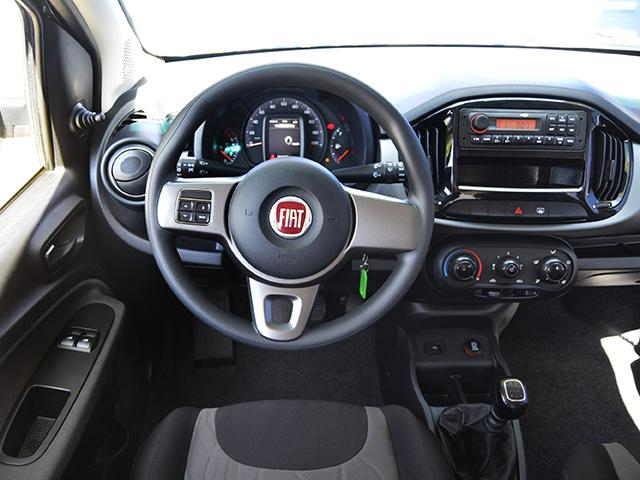

Представлений в 2010 році новий Fiat Uno, який виготовляється і продається виключно на ринку Латинської Америки. Автомобіль комплектується бензиновими двигунами 1.0 HPP Vivace LF Flex потужністю 70 к.с. і крутним моментом 91 Нм та 1.4 Attractive Flex потужністю 85 к.с. і крутним моментом 121 Нм.
В 2014 році модель модернізували.

### Двигуни
- 1.0 Fire EVO Flex Р4
- 1.4 Fire EVO Flex Р4
- 1.0 FireFly Р3
- 1.3 FireFly Р4